# Obłuszyn
Obłuszyn (Dacrydium) – rodzaj drzew i krzewów z rodziny zastrzalinowatych (Podocarpaceae). Przedstawiciele występują na obszarach pod wpływem klimatu subtropikalnego od Azji południowo-wschodniej poprzez Australię po zachodnią część Ameryki Południowej. Należą tu zarówno rośliny dwupienne jak i (rzadziej) jednopienne.

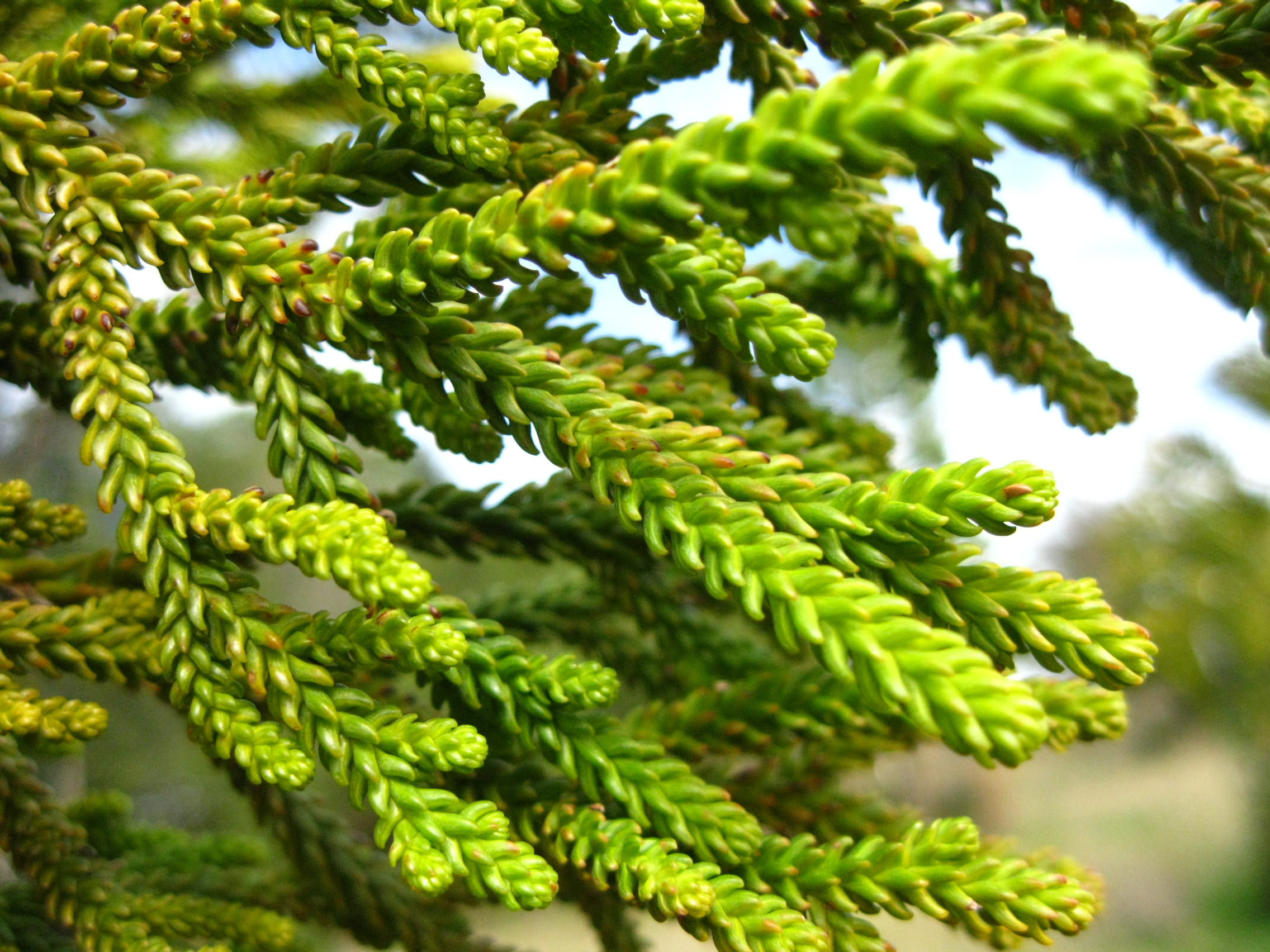
Dacrydium balansae

## Morfologia
PokrójDo rodzaju należą zarówno okazałe drzewa (D. cupressinum do 50 m wysokości) jak i niewielkie krzewy (w tym płożący i osiągający do 12 cm wysokości D. laxifolium).
LiścieMłodociane liście są szpilkowate. Liście właściwe są łuskowate i przylegające do pędów lub szpilkowate i odstające. Ułożone są skrętolegle na pędach.
Organy generatywneWydłużone strobile męskie wyrastają w kątach liści w górnej części korony. Strobile żeńskie wzniesione, wyrastają na końcach pędów, czasem schowane są wśród liści. Makrosporofile są czerwone. Pojedynczy zalążek znajduje się na dnie kubeczkowatej osnówki.
NasionaPowstają pojedynczo w strobilach żeńskich. Są owalne i pozbawione skrzydełek.

## Systematyka
Jeden z rodzajów rodziny zastrzalinowatych (Podocarpaceae).
Wykaz gatunków
- Dacrydium araucarioides Brongn. & Gris
- Dacrydium balansae Brongn. & Gris
- Dacrydium beccarii Parl.
- Dacrydium comosum Corner
- Dacrydium cornwallianum de Laub.
- Dacrydium cupressinum Sol. ex G.Forst.
- Dacrydium elatum (Roxb.) Wall. ex Hook.
- Dacrydium ericoides de Laub.
- Dacrydium gibbsiae Stapf
- Dacrydium gracile de Laub.
- Dacrydium guillauminii J.Buchholz
- Dacrydium leptophyllum (Wasscher) de Laub.
- Dacrydium lycopodioides Brongn. & Gris
- Dacrydium magnum de Laub.
- Dacrydium medium de Laub.
- Dacrydium nausoriense de Laub.
- Dacrydium nidulum de Laub.
- Dacrydium novoguineense Gibbs
- Dacrydium pectinatum de Laub.
- Dacrydium spathoides de Laub.
- Dacrydium xanthandrum Pilg.
- Dacrydium × suprinii Nimsch